# Tampa Bay Rays
Die Tampa Bay Rays sind ein US-amerikanisches Baseball-Team mit Sitz in der Region Tampa Bay. Die Rays spielen in der Major League Baseball (MLB) als Mitglied der Eastern Division der American League.
Das 1998 von Vince Naimoli gegründete Franchise hat seinen Sitz in Saint Petersburg in Florida. Ihre Heimspiele tragen die Rays seit der Gründung im Tropicana Field aus. Nach einer langen Serie von Misserfolgen haben sich die Rays etabliert und konnten sowohl 2008, 2010 als auch 2020 in den Kampf um die Liga- und World-Series-Titel eingreifen.

## Geschichte

### Hintergrund und Vorstoß für ein Expansionsteam
Die Region Tampa Bay ist seit langem mit dem Amateur- und Profibaseball verbunden. Tampa und St. Petersburg gehörten in den 1910er Jahren zu den ersten Gastgebern des Frühjahrstrainings der Major League Baseball. Die Tampa Smokers und die St. Petersburg Saints waren im Jahr 1919 Gründungsmitgliedern der Florida State League (FSL) und mehrere andere Gemeinden in der Region waren in den folgenden Jahren ebenfalls Gastgeber von FSL-Teams. Doch erst in der Zeit des explosiven Bevölkerungs- und Wirtschaftswachstums nach dem Zweiten Weltkrieg wurde das Gebiet als möglicher Standort für den großen Profisport in Betracht gezogen.
Der Vorstoß, Major League Baseball in die Tampa Bay Area zu bringen, lässt sich bis in die späten 1960er Jahre zurückverfolgen, als der Herausgeber der St. Petersburg Times, Jack Lake, eine Reihe von Leitartikeln schrieb, in denen er argumentierte, dass St. Petersburg eine Franchise unterstützen könnte und sollte.
Obwohl Tampa 1974 von der National Football League den Zuschlag für die Expansion der Tampa Bay Buccaneers erhielt, litt die Region in den 1970er bis zu den frühen 1990er Jahren unter vielen erfolglosen Versuchen, ein Major League Baseball-Team durch Expansion oder Verlagerung zu bekommen. Die Oakland Athletics, die Minnesota Twins, die Chicago White Sox, die Texas Rangers, die Kansas City Royals und die Seattle Mariners zogen allesamt ernsthaft in Erwägung, nach Tampa oder St. Petersburg umzuziehen, entschieden sich aber alle dafür, vor Ort zu bleiben, in der Regel mit der Verlockung eines neuen, öffentlich finanzierten Ballparks.
Daraufhin beschloss die Stadt St. Petersburg Mitte der 1980er Jahre den Bau des Florida Suncoast Dome (heute Tropicana Field) mit dem ausdrücklichen Ziel, ein Major-League-Team mit einer bezugsfertigen Anlage zu locken. Das Gebäude wurde 1990 eröffnet.
Als die MLB Pläne für zwei Expansionsteams für die Saison 1993 ankündigte, wurde allgemein angenommen, dass eines davon in der Region Tampa Bay angesiedelt werden würde, höchstwahrscheinlich St. Petersburg. Die Bemühungen der Region wurden jedoch in zwei Eigentümergruppen mit konkurrierenden Bewerbungen aufgespalten: die Tampa Bay Whitecaps-Gruppe unter der Leitung von Roy Disney und der Kaufhausfamilie Kohl, die vorschlug, das Franchise im Florida Suncoast Dome in St. Petersburg zu beherbergen und die Florida Panthers-Gruppe unter der Leitung des ehemaligen Texas Rangers-Miteigentümers Frank Morsani, die den Bau eines neuen Ballparks neben dem Tampa Stadium, der Heimat der Buccaneers, planten. Die Liga lehnte die Vergabe einer Franchise an eine der beiden Gruppen ab und vergab stattdessen Franchises an Denver (Colorado Rockies) und Miami (Florida Marlins). Morsani verklagte die MLB und behauptete, man habe ihm ein Expansionsteam versprochen, wenn er seine Pläne, die Twins oder Rangers nach Tampa zu verlegen, fallen lasse. Schließlich verkaufte er die Marke Panthers an den Marlins-Besitzer Wayne Huizenga, der sie später für sein in Miami ansässiges Profi-Eishockeyteam verwendete.
Der in Tampa ansässige Investor Vince Naimoli hatte ein Geschäft ausgehandelt, um die San Francisco Giants zu kaufen und sie 1992 nach St. Petersburg zu verlegen, aber die MLB-Besitzer stimmten unerwartet gegen das Geschäft. Naimoli verklagte die Major League Baseball wegen unerlaubter Einmischung und zur Beilegung der Klage, verlieh die MLB seiner Eigentümergruppe am 9. März 1995 eine neue Expansionsfranchise. Am selben Tag wurde auch das Expansionsfranchise die Arizona Diamondbacks nach Phoenix vergeben. Die neue Franchise sollte während der Saison 1998 auf dem Kunstrasen des neu getauften Tropicana Field in St. Petersburg spielen.
Naimoli plante ursprünglich, das Team Tampa Bay Sting Rays zu nennen, aber die Namensrechte waren bereits im Besitz der Maui Stingrays aus der Minor League. Der Klub aus Maui bot an, den Namen für 35.000 Dollar zu verkaufen, doch statt sich auf den Deal einzulassen, entschied sich Naimoli für eine andere Art von Rochen und die neue Franchise wurde als Tampa Bay Devil Rays vorgestellt. Der Name wurde nicht von allen Seiten begrüßt; der Teufelsrochen ist in den Gewässern um die Tampa Bay nicht annähernd so häufig wie der allgegenwärtige Stechrochen und mehrere Pastoren der örtlichen christlichen Kirchen erklärten gegenüber der Tampa Bay Times, dass sie sich durch die Verwendung des Wortes „Teufel“ beleidigt fühlten. In einer von Naimoli durchgeführten Telefonumfrage stimmten die Fans jedoch für den Namen und er bot an, den Namen in Manta Rays zu ändern, falls die Öffentlichkeit sich für die Alternative entscheiden würde.
Die Tampa Bay Devil Rays ernannten Chuck LaMar, den ehemaligen stellvertretenden General Manager der Atlanta Braves, zu ihrem ersten General Manager. Larry Rothschild, ein ehemaliger Pitching Coach der Marlins und Cincinnati Reds, wurde am 7. November 1997 zum ersten Manager des Teams ernannt. Im Rahmen des Expansion Draft am 18. November 1997 erwarben die Devil Rays mit dem Pitcher Tony Saunders ihren ersten Spieler.

### 1998 bis 2007 (Devil Rays)

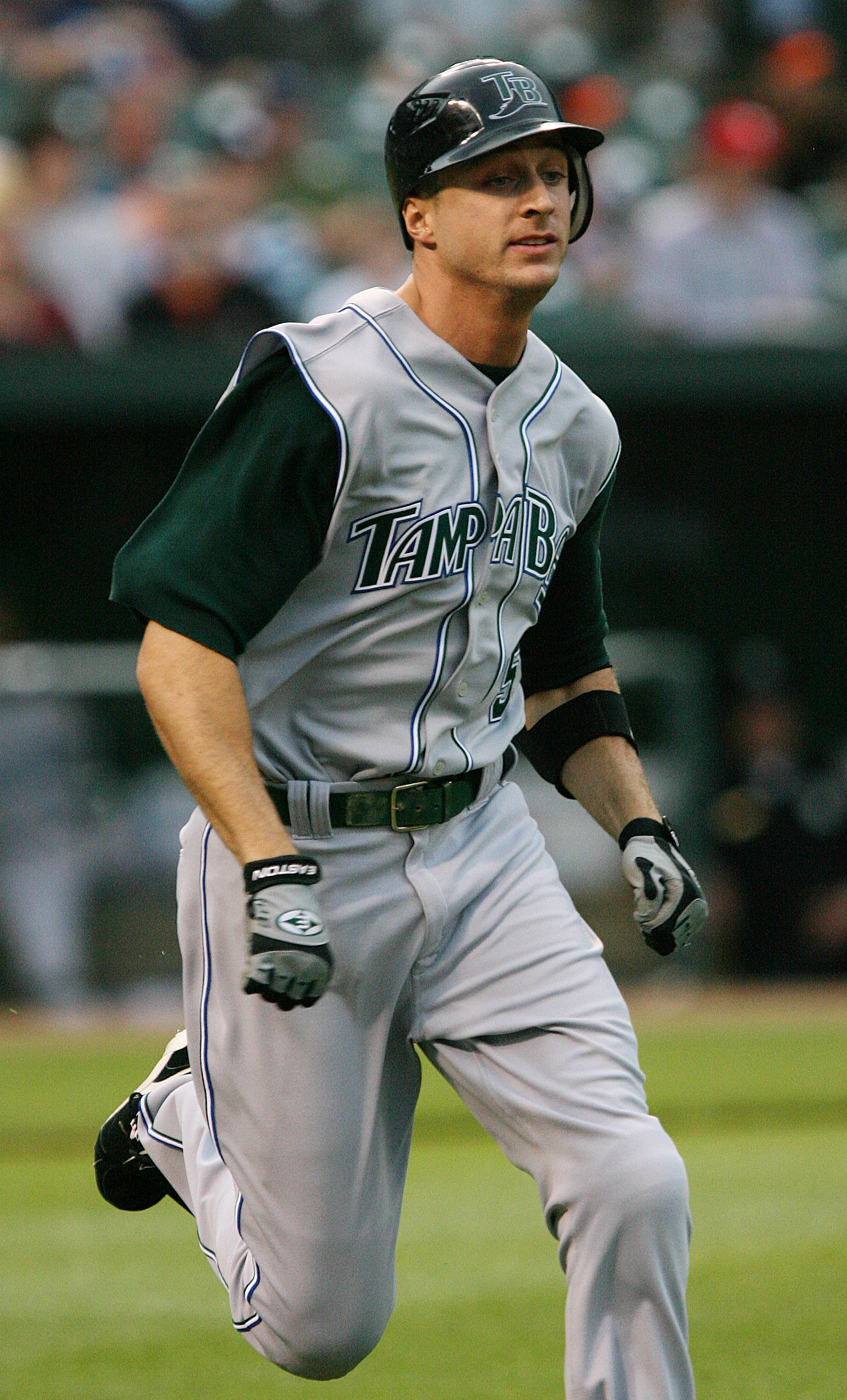
Rocco Baldelli im Devil-Rays-Outfit

Die Devil Rays spielten ihr erstes Spiel am 31. März 1998 gegen die Detroit Tigers vor 45.369 Zuschauern im Tropicana Field. Wilson Álvarez warf den ersten Pitch und Wade Boggs schlug den ersten Homerun des Teams. Das Spiel verloren die Devil Rays mit 6:11. Am nächsten Tag errangen die Devil Rays ihren ersten Sieg und besiegten Detroit mit 11:8. Das Team verlor im ersten Jahr 99 Spiele und beendete das Jahr mit der zweitschlechtesten Bilanz in der Liga (vor den Marlins, die 108 Spiele verloren).
Die Devil Rays hatten auch in den nächsten Spielzeiten zu kämpfen, da viele ihrer Spieler, darunter McGriff, Vinny Castilla, Jose Canseco und Greg Vaughn, ihre besten Zeiten hinter sich hatten. Nachdem Rothschild die Devil Rays in den Jahren 1999 und 2000 durch zwei Saisons mit 69 Siegen auf dem letzten Platz geführt hatte, wurde er nach der Hälfte der Saison 2001 entlassen und durch Hal McRae ersetzt. Trotz des Wechsels ging es mit dem Team weiter bergab und die Saison 2002 endete mit dem schlechtesten Ergebnis des Franchise (55–106).
Lou Piniella, ein aus Tampa stammender Spieler, der die Reds zuvor zu einer World Series geführt hatte, ersetzte McRae in der Saison 2003 als Manager und gewann 63 Spiele. Im darauf folgenden Jahr beendeten die Devil Rays die Saison mit einer Bilanz von 70–91 und landeten damit knapp vor den Toronto Blue Jays auf Platz 4 der East Division der American League, das erste Mal in der Geschichte der Franchise, dass das Team nicht auf dem letzten Platz landete. Die Saison 2005 schlossen die Devil Rays mit 67–95 erneut auf dem letzten Platz ab. Die Spannungen zwischen den Eigentümern und dem Management spitzten sich nach der miserablen Saison 2005 zu. Piniella war frustriert über das mangelnde Engagement der Eigentümergruppe und erklärte, dass sie „nicht an der Gegenwart“, sondern „an der Zukunft“ interessiert seien. Er legte sich nicht nur mit Naimoli an (dessen wiederholte Versprechen von Gehaltserhöhungen nicht eingehalten wurden), sondern auch mit einer neuen Investorengruppe unter der Leitung von Stuart Sternberg. Nach der Saison 2005 erwarb Sternberg eine Mehrheitsbeteiligung am Team und entließ Piniella, indem er das letzte Jahr seines Vertrags für 2,2 Millionen Dollar aufkaufte.
Für die Saison 2006 stellte Sternberg Joe Maddon, ehemals bei den Anaheim Angels, als Nachfolger von Piniella ein. Sternberg entließ auch LaMar und den größten Teil des Front Office und ersetzte ihn durch Andrew Friedman. Dennoch tat sich das Team in den ersten beiden Jahren von Maddons Amtszeit schwer und beendete die Spielzeiten 2006 und 2007 mit 61–101 und 66–96.

### 2008 bis 2014: Neustart als Rays
Vor der Saison 2008 wurde das Team umbenannt. Der Spitzname und die grün-weiße Farbgebung wurden zugunsten des neuen Namens Tampa Bay Rays aufgegeben. Das „Devil“ wurde gestrichen, der neue Name „Rays“ bezog sich auf einen Sonnenstrahl (englisch: „ray of sunshine“; für den Sunshine State Florida) und das Team übernahm die Farben Navy, Columbia Blue und Gold. Die Rays begannen die Saison mit dem besten Ergebnis in der Geschichte des Franchise und wurden das erste Team in der modernen Geschichte der Major League (seit 1900), das bis zum Memorial Day das beste Ergebnis in der Liga erzielte, nachdem es im Jahr zuvor das schlechteste Ergebnis in der Liga hatte. Die Rays fielen kurzzeitig hinter die Boston Red Sox zurück, schafften es aber mit der besten Heimbilanz in der Major League, sich zumindest für die AL Wild Card zu qualifizieren, die erste Postseason-Teilnahme des Teams überhaupt. Die Rays beendeten die Saison schließlich mit zwei Spielen Vorsprung auf die Red Sox in der AL East und gewannen damit ihren ersten Divisionstitel. Die American League Division Series  war der erste Sieg der Rays in einer Postseason-Serie, in der sie die Chicago White Sox in 4 Spielen besiegten. In der American League Championship Series besiegten die Rays die Red Sox in 7 Spielen und zogen damit zum ersten Mal in die World Series ein. Doch in der World Series das Glück des Teams war zu Ende und es unterlag den Philadelphia Phillies deutlich in fünf Spielen.

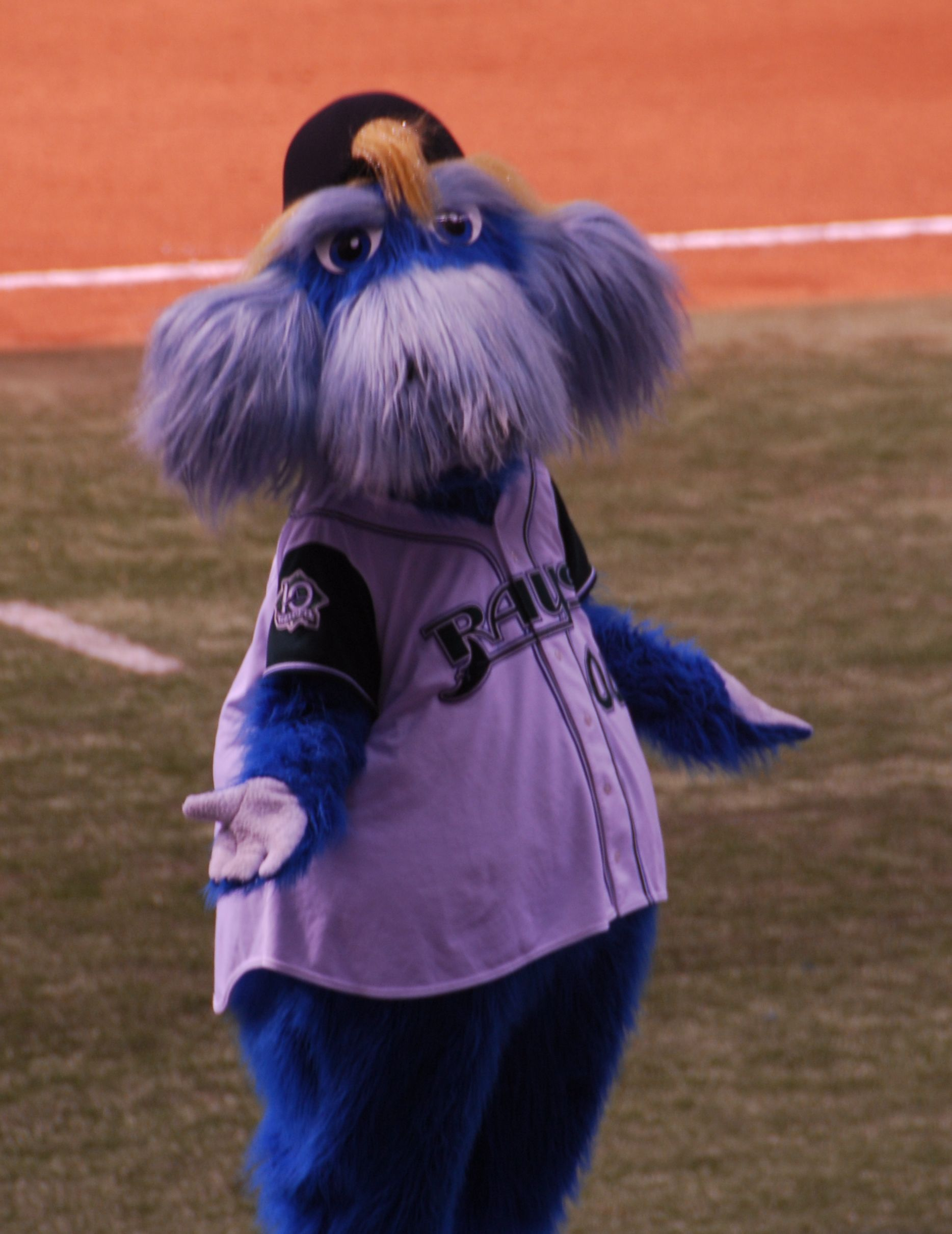
„Raymond“, das Maskottchen der Rays.

Die Saison 2009 schlossen die Rays mit 84–78 ab, konnten sich mit diesem Ergebnis jedoch nicht für die Postseason qualifizieren. Dies war auf Verletzungen von mehreren Schlüsselspielern, unter anderen Evan Longoria, Akinori Iwamura und Carlos Peña, zurückzuführen. Die bis Ende August noch vorhandenen Chancen auf das Erreichen der Postseason wurden mit einer elf Spiele andauernden Niederlagenserie jedoch klar verspielt.
In der Saison 2010 lief es deutlich besser für das Team. In einem Spiel gegen die Detroit Tigers erzielte Matt Garza den ersten No-Hitter in der Franchise-Geschichte. Die Rays gewannen zum zweiten Mal die American League East und erzielten die beste Bilanz in der ganzen American League, schieden jedoch in der American League Division Series gegen die Texas Rangers aus.
Vor der Saison 2011 verloren die Rays einige Schlüsselspieler, darunter Garza, Peña und Crawford. Das war darauf zurückzuführen, dass Sternberg bereits während der Saison 2010 ankündigte, die Spielergehälter zu kürzen. Trotz der großen Änderungen im Kader konnten die Rays die Postseason erreichen. in der ALDS schied das Team jedoch erneut gegen die Rangers aus.
In der Saison 2012 erzielten die Rays eine Bilanz von 90–72, verpasst jedoch trotzdem die Postseason. David Price gewann als erster Pitcher der Rays den Cy Young Award.
Aufgrund mehrerer Neuzugänge, unter anderen Wil Myers und Chris Archer, konnten die Rays in der Saison 2013 erneut die Postseason erreichen. Dies gelang dem Team nach einem Tiebreaker-Spiel 163 gegen Texas, nachdem die beiden Teams am Ende der Saison gleichauf lagen. In der ALDS erlag man dieses Mal jedoch dem späteren World Series Sieger, den Boston Red Sox.
Vor der Saison 2014 tauschten die Rays den Pitcher David Price zu den Detroit Tigers und erhielten im Gegenzug den Drew Smyly, Nick Franklin und den Nachwuchsspieler Willy Adames. Die Saison beendeten die Rays mit 77–85 und erzielten somit die erste Niederlage-Saison seit 2007. Nach der Saison verließ der General Manager Andrew Friedman das Team, um eine Stelle im Front Office bei den Los Angeles Dodgers anzutreten. Der Wechsel von Friedman aktivierte eine Ausstiegsklausel von Maddons Vertrag. Trotz des Versuchs, Maddon weiter unter Vertrag zu nehmen, entschied er sich ebenfalls dafür, die Rays zu verlassen. Maddon beendete seine Amtszeit bei den Rays mit einer Bilanz von 754 Siegen und 705 Niederlagen.

### Seit 2015: Die Kevin Cash-Ära
Am 5. Dezember 2014 ernannten die Rays Kevin Cash zum Nachfolger von Maddon. Er wurde zum jüngsten Manager der Liga. Cashs erste Saison sah starke Leistungen von Chris Archer, der ein Anwärter für den Cy Young Award wurde und von Center Fielder Kevin Kiermaier, der seinen ersten Gold Glove Award gewann. Trotz dieser starken Leistungen beendeten die Rays die Saison mit einer Bilanz von 80–82.
Im darauffolgenden Jahr lief es noch schlechter für das Team. Zum ersten Mal seit 2007 belegte das Team den letzten Platz in der AL East und gewann nur 68 Spiele in einer Saison.
2017 zeigten Archer und Alex Cobb (der nach seiner Tommy-John-Operation im Vorjahr zurückkehrte) erneut starke Leistungen, und das Team konnte seine Bilanz von 2015, mit 80–82 wiederholen. Nach der Saison 2017 übernahm Erik Neander das Amt des General Managers von Matthew Silverman und setzte die Strategie der Rays mit aggressiven Trade-Moves fort. Das Team leistete auch Pionierarbeit mit dem Konzept des „Openers“, bei dem der Pitcher, der das Spiel beginnt, nur ein oder zwei Innings wirft, bevor er vom „Bulk Man“ abgelöst wird, der oft bis in die späten Innings wirft. Obwohl die innovative Strategie von einigen Baseball-Traditionalisten kritisiert wurde, halfen sie den Rays, das Jahr mit der zweitbesten Team-ERA in der American League zu beenden. Obwohl die Rays 90 Spiele in der Saison 2018 gewannen, qualifizierten sie sich nicht für die Postseason.
Cash führte die Rays 2019 zum ersten Mal unter seiner Führung in die Postseason und gewann nach einem beeindruckenden 19–9-Start 96 Spiele. Sie besiegten die Oakland Athletics im American League Wild Card Game 2019, unterlagen aber den Houston Astros in der ALDS mit fünf Spielen.
Trotz der Postseason-Niederlage behielten die Rays einen Großteil ihres Kerns bei, als sie in die Saison 2020 gingen, die aufgrund der COVID-19-Pandemie auf 60 Spiele verkürzt worden war. Am Ende der regulären Saison erzielte das Team die beste American League-Bilanz von 40–20, gewann den ersten Divisionstitel seit 2011 und zog erneut in die Postseason ein. Die Rays besiegten die New York Yankees in den fünf Spielen der ALDS. In einer Neuauflage der Serie von 2019 besiegten die Rays die Houston Astros in der ALCS in sieben Spielen. In der zweiten World Series des Franchise trafen die Rays auf die Los Angeles Dodgers. Die Rays verloren dieses Serie jedoch mit 4–2 und die Dodgers gewannen ihre siebte World Series. Randy Arozarena stellte 2020 die Rekorde für die meisten Hits und Homeruns in einer einzigen Postseason auf.
Nach der Saison 2020 entfernten die Rays den Großteil des Pitching-Teams begrüßten im Gegenzug jedoch viele Rookies, darunter Nr. 1 Prospekt Wander Franco. Franco, der die Rolle als Shortstop übernahm, etablierte sich schnell in der Aufstellung und erreichte in 43 aufeinanderfolgenden Spielen sicher die Base, womit er den Rekord von Frank Robinson, für Spieler unter 21 Jahren, gleichzog. Die Rays beendeten die Saison mit einer Bilanz von 100–62, der drittbesten Bilanz in der Baseball-Geschichte und gewannen die American League East zum zweiten Mal in Folge. Allerdings schied das Team in der ALDS in vier Spielen gegen Boston aus.
Wiederholte Verletzungen von Schlüsselspielern wie Franco und Lowe trübten die Saison 2022. Trotz hervorragender Leistungen der Pitcher, darunter McClanahan, der als Cy Young-Kandidat galt und beim All-Star Game 2022 für die American League antrat und Drew Rasmussen, der am 14. August ein perfektes Spiel ablieferte, wurde das Team in der American League East hinter Toronto und New York Dritter. Sie qualifizierten sich dennoch für eine Wild Card, verloren diese aber in einer Zwei-Spiele-Serie gegen Cleveland Guardians. Das zweite Spiel wurde als „historisches Pitcher-Duell“ bezeichnet, da es das erste Postseason-Spiel war, das nach 15 Innings ohne Läufe beendet wurde. Am 15. September schrieben die Rays Geschichte, als es, zufällig am Roberto Clemente-Day, die erste reine Latino-Aufstellung in der Geschichte der MLB aufstellte und einen 11:0-Sieg gegen die Blue Jays einfuhr.

## Stadion

### Tropicana Field
Die Rays spielen seit ihrer Gründung im Jahr 1998 im Tropicana Field, das ursprünglich „Florida Suncoast Dome“ genannte Stadion wurde Ende der 1980er Jahre gebaut, um ein MLB-Team entweder durch einen Umzug oder eine Expansion anzulocken. Nachdem St. Petersburg 1995 den Zuschlag für eine Expansion erhalten hatte, wurde das Stadion umfassend renoviert und die Namensrechte wurden an Tropicana Products mit Sitz im nahe gelegenen Bradenton verkauft.
Tropicana Field wurde in den Jahren 2006 und 2007 weiter renoviert, nachdem Stu Sternberg die Kontrolle über das Team übernommen hatte. Die meisten Änderungen zielten darauf ab, den Spieltag für die Fans angenehmer zu gestalten. Für die Spieler war die größte Veränderung die Installation eines neuen Field Turf-Belags im Jahr 2007, der zur Saison 2011 wiederum durch eine neue Version von AstroTurf ersetzt wurde.

### Neues Stadion
Die derzeitigen Eigentümer der Rays haben erklärt, dass das Tropicana Field nicht genügend Einnahmen generiert und dass sein Standort in St. Petersburg zu weit vom Hauptbevölkerungszentrum der Tampa Bay Area entfernt ist. Die Zuschauerzahlen der Rays gehörten in der Vergangenheit zu den niedrigsten im Vergleich von allen MLB-Teams, auch in den Saisons nach einem Postseason-Platz.
Mitte September 2023 wurde bekannt gegeben, dass die Rays eine Einigung mit der Stadt St. Petersburg getroffen haben, um dort ein neues Stadion zu bauen. In den nächsten Monaten muss noch ein öffentliches Genehmigungsverfahren durchgeführt werden. Der Vorschlag der Rays sieht ein Stadion mit ca. 30.000 Plätzen vor, das über drei Sitzebenen, ein festes Dach, einen Kunstrasenplatz, bedienbare Wände und eine Pavillonkonstruktion verfügt. Die Rays würden für mehr als die Hälfte der geschätzten Kosten des Stadions aufkommen, wobei die Stadt und der Bezirk etwa 600 Millionen Dollar übernehmen und die Rays für den Rest verantwortlich sind.

## Erfolge
- AL-Champion: 2008, 2020
- Divisionstitel: 2008, 2010, 2020
- Wild-Card AL: 2011, 2013, 2019

## Spieler

### All Time Home Run Leaders
1. Carlos Peña 144
2. Aubrey Huff 128
3. Evan Longoria 113
4. Carl Crawford 104
5. Fred McGriff 99
6. B.J. Upton 90

Anmerkung: keiner mehr für die Rays aktiv
Stand: 18. Oktober 2020 

### Nicht mehr vergebene Nummern
| Wade Boggs 1998–1999 seit 2001 | Don Zimmer Coach seit 2015 | Jackie Robinson gesamte MLB seit 1997 |

## Minor-League-Teamsder Tampa Bay Rays
- AAA: Durham Bulls, Durham, North Carolina
- AA: Montgomery Biscuits, Montgomery, Alabama
- Advanced A: Charlotte Stone Crabs, Port Charlotte, Florida
- A: Bowling Green Hot Rods, Bowling Green, Kentucky
- Short A: Hudson Valley Renegades, Wappingers Falls, New York
- Rookie: Princeton Rays, Princeton, West Virginia